# 1938 no Brasil
Esta é uma cronologia dos fatos acontecimentos de ano 1938 no Brasil.

## Incumbentes
- Presidente do Brasil - Getúlio Vargas (3 de novembro de 1930 - 29 de outubro de 1945)

## Eventos
- 2 de janeiro: O programa oficial de rádio, Hora do Brasil, passa a ser transmitido em todo o país.[1]
- 3 de janeiro: A eleição presidencial não é realizada devido ao golpe de Estado de Getúlio Vargas.
- 29 de abril: Presidente Getúlio Vargas assina o decreto-lei, que cria o Conselho Nacional do Petróleo, precursor da Petrobras.[2]
- 11 de maio: Os integralistas atacam o Palácio Guanabara, a residência presidencial do Governo Federal, no Rio de Janeiro, RJ, no episódio que ficou conhecido como "Intentona Integralista".[3]
- 18 de maio: A Lei de Segurança Nacional é assinada pelo presidente Getúlio Vargas.[4]
- 5 de setembro:É lançado o filme Branca de Neve e os Sete Anões a Primeira Dublagem Brasileira
- 1 de dezembro: A Casa Civil é criada pelo decreto-lei n° 920.
- Tomada a decisão de criar o Ministério do Ar por Getúlio Vargas

## Nascimentos
- 14 de janeiro: Gino Malvestio, bispo católico (m. 1997).
- 16 de janeiro: Jô Soares, humorista, escritor e apresentador (m. 2022)
- 28 de janeiro: Raul Gil, apresentador.
- 12 de fevereiro: Martinho da Vila, cantor.
- 23 de fevereiro: Wilson Simonal, cantor (m. 2000).
- 3 de maio: Agnaldo Rayol, cantor, apresentador e ator (m. 2024)
- 4 de maio: Nelson Marchezan, político (m. 2002)
- 18 de agosto: Orestes Quércia, político (m. 2010)
- 21 de outubro: Inocêncio Oliveira, político.
- 22 de outubro: Juca Chaves, cantor (m. 2023)
- 5 de novembro: Enéas Carneiro, político (m. 2007).
- 10 de novembro: Mariuga Lisboa Antunes, pianista (m. 2023).
- 28 de novembro: Tarcísio de Miranda Burity, intelectual e escritor (m. 2003).

## Mortes
- 28 de julho: 
  - Virgulino Ferreira da Silva ("Lampião"), cangaceiro (n. 1898).
  - Maria Bonita, cangaceira e companheira de Virgulino Ferreira da Silva.